# Reis ül-Küttab

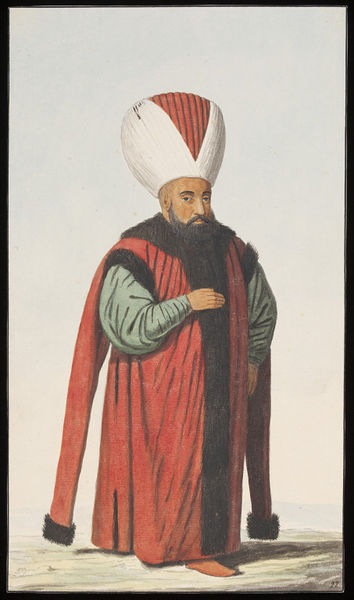
Representação de um Reis Efendi, c. 1809

O Reis ül-Küttab (em turco otomano: رئيس الكتاب ), ou Reis Efendi (رئیس آفندی), era um alto cargo na administração do Império Otomano. Traduzido como "chefe dos escribas" ou "chefe de gabinete", o titular do cargo era originalmente o chefe da chancelaria do Conselho Imperial, evoluindo para algo análogo a um Ministro das Relações Exteriores. Em 1836, o título de reis ül-küttab foi formalmente alterado para Ministro das Relações Exteriores (Hariciye Nazırı) com o estabelecimento do Ministério das Relações Exteriores Otomano durante as reformas Tanzimat.

## Estabelecimento e evolução
O cargo foi atestado pela primeira vez no início da década de 1520 e foi provavelmente uma criação do Sultão Solimão, o Magnífico (r. 1520–66),  embora possa ter existido por muito mais tempo do que isso como um posto júnior vinculado ao governo.  Como o seu nome atesta — reis ül-küttab significa tanto quanto "escrivão chefe" ou "escrivão chefe" — o posto era responsabilidade dos escrivães do Conselho Imperial (divan-ı hümayun), que formava o governo do Império Otomano.  
Antes do reinado de Solimão, as funções do cargo eram compartilhadas pelo emin-i akham ("depositário das decisões") e pelo nişancı ("chanceler"). No entanto, existiam análogos em outros estados islâmicos orientais, bem como em províncias otomanas, onde um divan efendi presidia o conselho dos governadores locais (valis). Segundo J. Deny, o estabelecimento do reis ül-küttab foi a transferência desta prática para a capital.  Sua criação coincidiu com o aumento gradual do número de funcionários vinculados aos vários escritórios e departamentos seniores do estado, que começou sob Suleyman e continuou até o século XVII; assim, por exemplo, os sete e onze funcionários vinculados respectivamente ao defterdar ("tesoureiro") e ao nişancı, por volta de 1900. 1530, aumentou para nove e 25, respectivamente, em 1561.  O primeiro ocupante do cargo foi provavelmente um certo Haydar Efendi, que morreu em 1523/4, mas o primeiro titular conhecido foi o historiador Celâlzâde Mustafa Çelebi, que ocupou o cargo de 1524/5 até sua promoção a nişancı em 1534.  
Nos séculos XVI e XVII, o reis ül-küttab era formado pela equipe de secretariado sênior dos vizires ou, mais frequentemente, e quase exclusivamente a partir do início do século XVII, pelo Grão-vizir. Foi estabelecida uma linha regular de promoção (tarik), pela qual alguém avançava de secretário comum (persa: khalife, turco: kalfa) em um dos escritórios da secretaria do Grão-Vizir para escrivão sênior (ser-khalife ou baş-kalfa) e, eventualmente, para chefe de escritório (mektubcı). Este último posto envolvia grande proximidade com o Grão-Vizir e era um trampolim para os cargos mais altos. Em raras ocasiões, a pessoa escolhida como reis ül-küttab não era um dos mektubcıs do Grão-Vizir, mas o secretário do Kahya Bey, o tenente do Grão-Vizir. 

## Funções

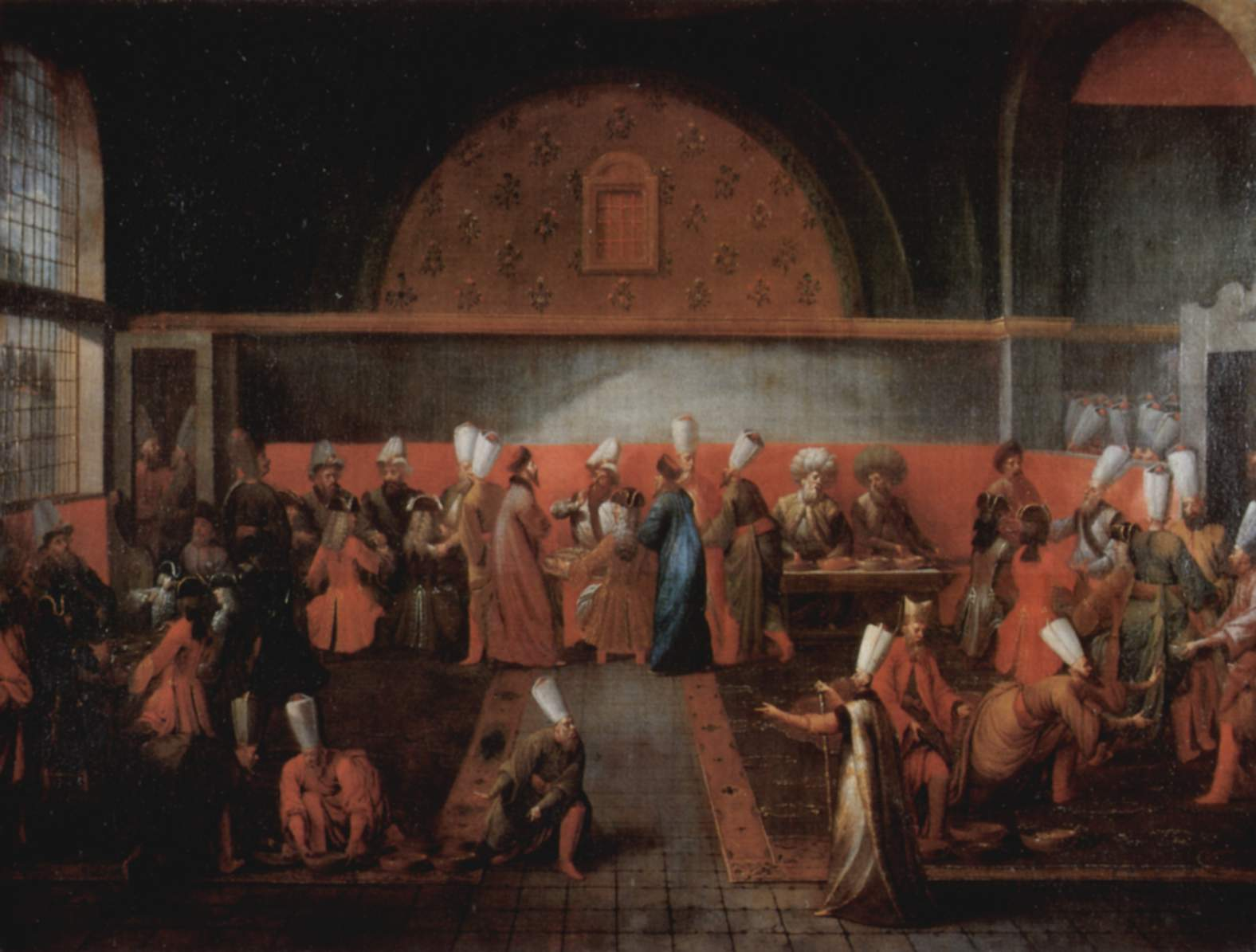
Recepção do embaixador francês pelo Grão-Vizir e pelo Conselho Imperial em 1724

O reis ül-küttab serviu em contato próximo com o Grão-Vizir, acompanhando este último em suas audiências com o Sultão, bem como nas audiências do próprio Grão-Vizir com embaixadores estrangeiros.  No entanto, embora o reis ül-küttab comparecesse às reuniões do Conselho, chegando antes e saindo depois dos vizires, ele não tinha o direito de falar pessoalmente ou diretamente ao Sultão, e era obrigado a fazê-lo por meio do Grão-Vizir. 
Seu papel principal era como chefe do Departamento do Conselho Imperial (divan-i hümayun kalemi), que por sua vez era dividido em três departamentos: o beylik, sob o beylikçı a partir de meados do século XVII, que era responsável por redigir e publicar todos os decretos imperiais (firman) ou portarias (evamir), e por manter um arquivo dos originais de todas as leis e regulamentos (kanun) e tratados com outros estados; o tahvil, que era responsável por emitir todos os anos os diplomas (berat) dos governadores provinciais, juízes e timariotas; o escritório ru'us ("provisões"), encarregado de prover vários funcionários, bem como pagar pensões do tesouro ou de estabelecimentos de caridade (vakf). Toda a correspondência do Estado, exceto questões militares ou financeiras, estava em suas mãos.  
Outro oficial subordinado, o amedcı divan-i hümayun ("referendário do Conselho Imperial"), era responsável pela correspondência diplomática e por manter registros dos memorandos (telhis) e relatórios (takrir) apresentados ao sultão pelo Grão-vizir, agindo em nome do Conselho Imperial. O reis ül-küttab os levava em uma bolsa especial (kise) para as reuniões do Conselho Imperial. Lá, eles foram lidos pelo Grão-Vizir aos ministros reunidos e, em seguida, levados por outro funcionário especial, o telhiscı ("redator de memorandos"), que os apresentou ao Sultão.  

## Aumento de importância

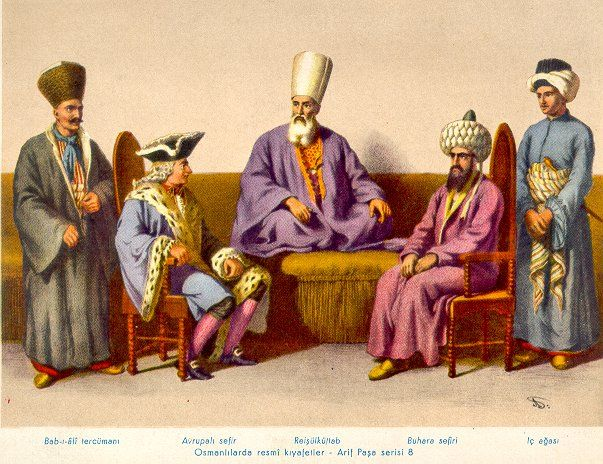
O reis ül-küttab (centro) com o Grande Dragomano (esquerda) e o Iç Agha (direita) numa recepção de um diplomata europeu e de Bucara

Até o início do século XVII, o reis ül-küttab era júnior em posição e subordinado ao nişancı, mas uma sucessão de reis capazes, juntamente com a incapacidade de alguns dos nomeados nişancı, resultou no declínio deste último e na ascensão do reis à proeminência.  Tornar-se um escrivão do Grão-Vizir permitiu que o reis se libertasse do controle do nişancı e coincidiu com a crescente transferência de assuntos de estado do Conselho Imperial exclusivamente para a alçada do Grão-Vizir. 
A crescente importância das relações exteriores para o Império Otomano a partir deste período também desempenhou um papel, uma vez que o reis era responsável por verificar os tratados arquivados no beylik e certificar as respostas aos pedidos, notas e petições de embaixadores estrangeiros ao governo otomano.  Este processo levou o reis ül-küttab a evoluir gradualmente para um Ministro dos Negócios Estrangeiros de facto, um papel que se estabeleceu após a condução bem-sucedida das negociações para o Tratado de Karlowitz em 1699 pelo então reis ül-küttab, Rami Mehmed Efendi.  No entanto, no protocolo e no cerimonial, o reis ül-küttab ainda manteve sua posição bastante júnior até o final do século XVIII; por exemplo, ele não tinha permissão para sentar-se na câmara do Conselho Imperial, mas tinha um assento do lado de fora, o reis tahtası, e seu papel nas cerimônias da corte permaneceu limitado. 
Foi somente com a reforma do Conselho Imperial de Selim III em 1792 que o novo papel dos reis ül-küttab foi formalizado, tornando-se ele um dos dez membros ex officio do conselho.  A partir de então, o reis ül-küttab foi formalmente responsável pelas relações exteriores, uma função mantida até a abolição do posto em 11 de março de 1836, juntamente com seu análogo para assuntos internos, o Kahya Bey, e sua substituição por dois novos ministérios de estilo ocidental. 

## Reis ül-küttabque se tornaram Grão-Vizires
- Rami Mehmed Paxá
- Naili Abdullah Paxá
- Koca Ragıp Paxá
- Halil Hamid Paxá
- Mehmed Said Galib Paxá